# 欧州ジェンダー平等研究所
欧州ジェンダー平等研究所（おうしゅうジェンダーびょうどうけんきゅうじょ、英語：European Institute for Gender Equality、略称：ECHA）は、欧州連合の専門機関の一つ。 2006年12月20日の「欧州理事会規則 No 1922/2006 」に基づき設立され、2007年4月に所長職が募集される。リトアニア共和国ヴィリニュスに所在している。
資金は欧州委員会によって供給されており、2007年から2013年にかけての期間で5,250万ユーロの予算が投じられる。新設された欧州研究所は男女間の平等を推進し、性差別を防止するために欧州連合の機関と加盟国を支援する。研究所は政策立案者に必要な信頼に足る研究データや情報を収集し、分析して、これを広める。この成果物は一般に公開されておりヴュリニスの研究所には図書館とドキュメントセンターを保有している。
研究所管理員会は、欧州議会によって指定される加盟国から代表18人と、これに欧州理事会または欧州委員会を代表する委員の1人で構成される。研究所では更なる組織体として専門家フォーラムが構成され、加盟国から27人、欧州議会から2人、欧州委員会から3人、そして民間からはEUレベルの雇用者団体ならびに労働者団体の代表が参加している。